# 小野登志郎
小野 登志郎（おの としろう、1976年 - ）は、日本のノンフィクションライター。福岡県北九州市生まれ。九州国際大学付属高校卒業。のち早稲田大学商学部へ進学。現在、株式会社小野プロダクションの代表取締役。
大学中退後フリーライターとして執筆活動を開始、以後、在日中国人や暴力団、犯罪などを題材として月刊誌や週刊紙に寄稿。自著に『龍宮城 歌舞伎町マフィア最新ファイル』、スーパーフリー事件を追った『ドリーム・キャンパス』、および『アウトロー刑事の人に言えないテクニック』などがある。
2022年5月18日に小野氏が経営する小野プロダクションが破産開始決定の手続きを受けた。

## 著作
- 『「世界に一つだけの花」の意味―SMAPが教えてくれたこと (Love & Peace)』（2003年・太田出版） ISBN 4872337778
- 『t.A.T.u.の意味 : オール・ザ・シングス・シー・セッド』（2003年・太田出版） ISBN 4872338200
- 『ドリーム・キャンパス―スーパーフリーの「帝国」』（2004年・太田出版） ISBN 4872338618
- 『ヤクザ的な人々に学ぶ負け知らずのススメ』（2007年・太田出版） ISBN 4778310632
- 『龍宮城 (歌舞伎町マフィア最新ファイル)』（2009年・太田出版） ISBN 4778311701
- 『アウトロー刑事の人に言えないテクニック』（2011年・洋泉社） ISBN 9784862487919
- 『怒羅権 : 新宿歌舞伎町マフィア最新ファイル』（2012年・文藝春秋） ISBN 9784167801878